# Zabójstwo na polowaniu
Zabójstwo na polowaniu (tytuł oryginalny: Vrasje në gjueti) – albański film fabularny z roku 1987 w reżyserii Kujtima Çashku.

## Opis fabuły
Trzech przyjaciół: Ferdinand, Aleko i Pertef wyjeżdża na polowanie. W trakcie polowania ktoś przez pomyłkę strzela do Pertefa i ten umiera. Zabity był inżynierem, pracującym w przemyśle petrochemicznym, wkrótce po jego śmierci pojawiają się przypuszczenia, że śmierć inżyniera była powiązana z wykrytymi wcześniej przypadkami sabotażu. Aleko, który strzelał, nie przyznaje się do winy obawiając się konsekwencji swojego czynu.
Film realizowano w Lezhy.

## Obsada
- Robert Ndrenika jako Aleko
- Roza Anagnosti jako Neta
- Rajmonda Bulku jako Lida
- Timo Flloko jako Arjan
- Bujar Lako jako Ferdinand
- Ema Ndoja jako Linda
- Guljelm Radoja jako Pertef
- Thimi Filipi jako Llazi
- Violeta Dede jako żona Ferdinanda
- Gëzim Kame jako śledczy
- Nefail Piraniqi jako kierowca
- Mario Ashiku

## Nagrody i wyróżnienia
Operator Vangjush Valla w 1987 został uhonorowany nagrodą im. Aleksandra Moisiu za zdjęcia do filmu.